# Vicenzo Vannutelli
Vicenzo Vannutelli, italijanski rimskokatoliški duhovnik, škof in kardinal, * 5. december 1836, Palestrina, † 9. julij 1930.

## Življenjepis
Njegov brat Serafino Vannutelli je bil prav tako kardinal.
23. decembra 1860 je prejel duhovniško posvečenje.
23. januarja 1880 je bil imenovan za naslovnega nadškofa Sardesa in za apostolskega vikarja Konstantinopla. 2. februarja istega leta je prejel škofovsko posvečenje.
22. decembra 1882 je bil imenovan za apostolskega internuncija v Braziliji in 4. oktobra 1883 za apostolskega nuncija na Portugalskem.
30. decembra 1889 je bil povzdignjen v kardinala in pectore.
23. junija 1890 je bil ponovno povzdignjen v kardinala in imenovan za kardinal-duhovnika S. Silvestro in Capite.
Maja 1891 je bil imenovan za uradnika v Rimski kuriji in leta 1892 še za prefekta.
19. aprila 1900 je bil imenovan za kardinal-škofa Palestrine, 30. julija 1902 za prefekta Zbora Rimske kurije, 20. oktobra 1908 za prefekta Papeške signature in 15. decembra 1914 za prefekta Kongregacije za ceremonije.
6. decembra 1915 je bil imenovan za kardinal-škofa Ostie in bil potrjen kot dekan Kolegija kardinalov.